# Campylopterus
Campylopterus – rodzaj ptaków z podrodziny kolibrów (Trochilinae) w rodzinie kolibrowatych (Trochilidae).

## Zasięg występowania
Rodzaj obejmuje gatunki występujące w Meksyku, Ameryce Centralnej i Południowej.

## Morfologia
Długość ciała 10,4–15 cm; masa ciała 4,5–12 g.

## Systematyka

### Etymologia
- Campylopterus: gr. καμπυλος kampulos „zakręcony, zgięty”, od καμπτω kamptō „zginać”; -πτερος -pteros „-skrzydły”, od πτερον pteron „skrzydło”[6].
- Saepiopterus: gr. σηπια sēpia „sepia”; -πτερος -pteros „-skrzydły”, od πτερον pteron „skrzydło”[7]. Gatunek typowy: Trochilus lazulus Vieillot, 1824 (= Trochilus falcatus Swainson, 1821).
- Loxopterus: gr. λοξος loxos „krzywy, zakrzywiony”; πτερον pteron „skrzydło”[8]. Gatunek typowy: Campylopterus hyperythrus Cabanis, 1849.

### Podział systematyczny
Do rodzaju należą następujące gatunki:
- Campylopterus largipennis (Boddaert, 1783) – zapylak szary
- Campylopterus diamantinensis Ruschi, 1963 – zapylak skalny
- Campylopterus calcirupicola Lopes, de Vasconcelos & Gonzaga, 2017 – zapylak zaroślowy
- Campylopterus hemileucurus (Deppe, 1830) – zapylak fioletowy
- Campylopterus hyperythrus Cabanis, 1849 – zapylak rdzawosterny
- Campylopterus duidae Chapman, 1929 – zapylak wenezuelski
- Campylopterus villaviscensio (Bourcier, 1851) – zapylak ekwadorski
- Campylopterus falcatus (Bourcier, 1851) – zapylak lazurowy
- Campylopterus phainopeplus Salvin & Godman, 1879 – zapylak kolumbijski
- Campylopterus ensipennis (Swainson, 1822) – zapylak białosterny